# Geschichte Eswatinis

Flagge von Eswatini

Die Geschichte Eswatinis (früher: Swasilands) umfasst die Geschichte des unabhängigen Königreichs Eswatini und dessen kolonialen Vorläufer sowie die vorkoloniale Geschichte dieses Gebietes. 

## Vorkoloniale Zeit
Nur 400 m hinter der Grenze liegt auf südafrikanischem Gebiet die Border Cave („Grenzhöhle“), in der sich menschliche Überreste fanden, deren älteste auf ein Alter von 200.000 Jahren datiert wurden. Auf dem Gebiet Eswatinis siedelten vor rund 110.000 Jahren weiterhin anatomisch moderne Menschen (Homo sapiens), wie Knochenfunde im Osten des Landes zeigen. Später lebten San in dem Gebiet.
Von Norden her wanderten Bantuvölker ein und verdrängten die San. Während der großen Bantu-Wanderungen ins südliche Afrika zog eine Gruppe, die Nguni, die Ostküste entlang. Ein Clan ließ sich in der Nähe von Maputo in Mosambik nieder. Die Familie Dlamini gründete eine Dynastie, an deren Spitze Sobhuza I. stand (ca. 1780–ca. 1839), der ursprünglich Somhlolo hieß. Schon Mitte des 18. Jahrhunderts hatte der zunehmende Druck anderer Nguni-Clans König Ngwane III. gezwungen, sein Volk südwärts in die Gebiete am Pongola-Fluss in Süd-Swasiland zu führen. Der zweite König, eben Sobhuza I., zog sich unter dem Druck der Zulus in das Ezulwini-Tal zurück, das auch heute noch das Zentrum des Königtums und der Rituale ist. Als König Sobhuza starb, umfasste Swasiland eine doppelt so große Fläche wie heute. Sie unterwarfen und assimilierten die dort ansässigen Sotho und Bapedi. Zugleich gelang es ihnen durch Diplomatie und gewaltsamen Widerstand, sich den Mfecane Shakas weitgehend zu entziehen. Jedoch mussten sie das Zululand aufgeben. Die Kämpfe mit den Zulu hielten an, obwohl es dem nächsten König, Mswazi I. (oder Mswati, † 1868), gelang, das gesamte Königreich zu vereinen.
Im Juli 1846 kam ein Teil des Swasi-Volkes unter die Herrschaft der von Westen vordringenden Buren, die im Vertrag von Somcuba mit Mswati II. (1820–1869) ein großes Gebiet von den Swasi erhielten. Das verbliebene Territorium wurde nach dem Ngwenyama (Oberhäuptling, heutige Bedeutung „König“, wörtlich „Löwe“) Mswati II. Swasiland genannt. Während im Jahr 1855 die Buren noch die Unabhängigkeit des Staates anerkannten und die Swasi ihnen im Jahr 1864 militärisch halfen, sorgten Goldfunde im Nordwesten des Landes ab 1879 für Unruhe, weil immer mehr Europäer einwanderten. Händler, Siedler, Goldgräber und Missionare kamen ins Land und bildeten 1888 einen Rat zur Selbstverwaltung. Während Großbritannien und Transvaal in Verträgen 1881 (Pretoria Convention) und 1884 (London Convention) noch die Unabhängigkeit von Swasiland bestätigt hatten, verlangten beide Staaten 1890 eine Beteiligung der Europäer an der Regierung. 1893 hatten die Siedler bereits die Hälfte des Landes erworben. Die damalige Königin Tibati Nkambule verweigerte den europäischen Zuwanderern jedoch das Selbstbestimmungsrecht.

## Kolonialzeit
Mit Zustimmung Londons erklärte Transvaal im Jahre 1894 Swasiland zu seinem Protektorat. Nach dem Zweiten Burenkrieg übernahm Großbritannien am 6. Juli 1902 unter dem Special Commissioner Francis Enraght-Mooney die Verwaltung. 1903 wurde Swasiland unter die Verwaltung des Gouverneurs von Transvaal gestellt. 1907 wurde mit Robert Thorne Coryndon ein britischer resident commissioner eingesetzt. Die Dlamini-Dynastie übte weiterhin die Verwaltung für die Briten aus. 1914 wurden Reservate für alle Swazi eingeführt, die in 32 Gebieten etwa ein Drittel des Landes umfassten und als Swazi Nation Land bekannt waren. Von dort aus mussten die Swazi auf den Farmen und in den Minen der Weißen Arbeit suchen oder auf gemeinschaftlichen Feldern in den Reservaten Landwirtschaft betreiben. Später wurden Fonds eingerichtet, damit die Swazi Teile des Landes zurückkaufen konnten.
Der König, ab 1921 Sobhuza II., die lokalen Herrscher und die weißen Siedler hatten ein gutes Verhältnis zur Kolonialmacht, so dass es zu keinen nennenswerten Protesten gegen die Briten kam. Erst im Jahr 1960 entstand mit der Swaziland Progressive Party (SPP) die erste Partei. Drei Jahre später spaltete sie sich. Der radikalere, panafrikanische Flügel – bestehend aus Intellektuellen, Gewerkschaftern und Unabhängigkeitsbefürwortern – gründete den Ngwane National Liberatory Congress (NNLC). Gegen den Willen des Königs arbeitete die britische Regierung eine Verfassung nach britischem Vorbild aus. Sie setzte diese am 1. Januar 1964 in Kraft, nachdem es durch Anhänger der NNLC monatelang zu Kundgebungen für diese Verfassung gekommen war. Der König gründete daraufhin eine eigene Partei, die Imbokodvo National Movement (INM), die sich auf Royalisten stützte. Die INM verbündete sich mit der United Swaziland Association (USA), der Partei der konservativen weißen Siedler, gegen die SPP und den NNLC. Das Land erhielt am 25. April 1967 innere Autonomie als sogenanntes Protected Kingdom. Bei den Wahlen vom April 1967 errang die INM 80 Prozent der Stimmen und sämtliche Sitze. Die USA hatten zugunsten der INM auf eine Beteiligung verzichtet. Der NNLC ging wegen des Mehrheitswahlrechts trotz 14 Prozent der Stimmen leer aus.

## Unabhängigkeit

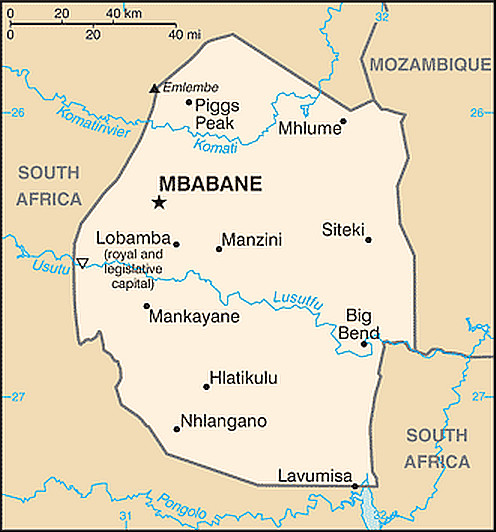
Eswatini in den heutigen Grenzen

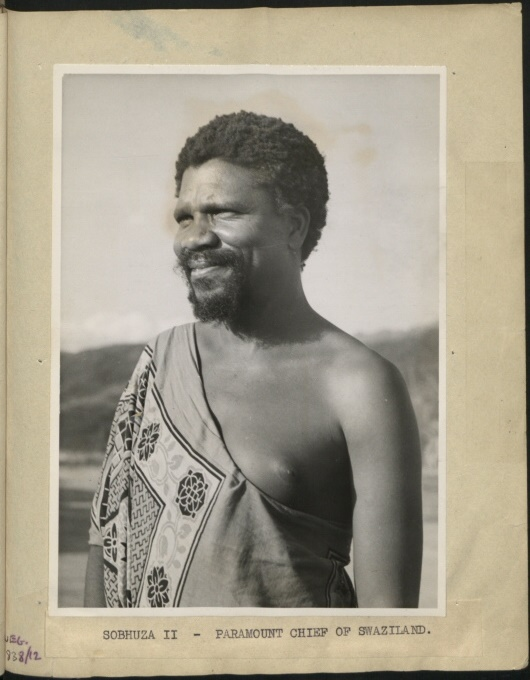
König Sobhuza II., fotografiert 1945

### Regentschaft Sobhuzas II. (1968–1982)
Am 6. September 1968 erlangte das Land seine Unabhängigkeit vom Vereinigten Königreich. Staatsoberhaupt wurde Sobhuza II., Regierungschef sein ältester Sohn Prinz Makhosini Dlamini. Bereits kurz nach der Unabhängigkeit wurde die Siedlerpartei USA ausgeschaltet. Nachdem die oppositionelle NNLC bei den Wahlen 1972 erstmals drei der 24 Sitze im Parlament gewonnen hatte, rief der König den Notstand aus und verbot am 12. April 1973 alle politischen Parteien. Das Parlament wurde aufgelöst, die Verfassung suspendiert und die Rede- und Versammlungsfreiheit abgeschafft. Wer dagegen protestierte, wurde verhaftet. Die NNLC ging in den Untergrund. Mit Unterstützung von Südafrika baute Sobhuza eine Armee und eine militärisch organisierte Polizeitruppe auf, die jegliche Opposition unterdrückte. Im Jahre 1978 wurde eine neue Verfassung in Kraft gesetzt. Das neue Parlament erhielt den Namen Swaziland National Council bzw. Libandla und bestand aus zwei Kammern aus ernannten und indirekt gewählten Vertretern. Letztere wurden fortan im Tinkhundla-System ermittelt, bei dem auf Wahlkreisebene in einer Personenwahl ein Abgeordneter gefunden wird. NNLC-Führer Ambrose Zwane (1922–1998) wurde mehrfach ohne Anklage inhaftiert und floh schließlich nach Tansania. Dort erreichte Staatspräsident Julius Nyerere, dass Zwane nach Swasiland zurückkehren konnte. Zwane war jedoch gesundheitlich angeschlagen und durfte politisch nicht mehr tätig sein. 1982 starb Sobhuza II.

### Regentschaft Mswatis III.
Nach dem Tod Sobhuzas II. kam es zu einem Machtvakuum, da sich im Parlament und in der königlichen Familie Reformer und Konservative befanden. Der Innere Familienrat (Liqoqo) wählte schließlich den minderjährigen Prinzen Makhosetive Dlamini (* 1968) zum neuen Ngwenyama. Bis zur Krönung des Prinzen kam es aber weiterhin zu Reibereien innerhalb der Führung. Die Königinmutter Dzeliwe (1927–2003) als Regentin und Premierminister Mabandla Dlamini gehörten zum Reformflügel. Beide wurden 1983 abgesetzt und durch konservative Mitglieder des Königshauses ersetzt. Neue Regentin wurde Ntombi (* etwa 1950), die Mutter des designierten Königs. Im selben Jahr wurde die People’s United Democratic Movement (PUDEMO) gegründet, die sich seither gegen das Tinkhundla-System und für demokratische Wahlen ausspricht. Ein Angebot der weißen Regierung Südafrikas verursachte neue Streitigkeiten. Im Gegenzug zur Auslieferung von nach Swasiland geflohenen Mitgliedern des African National Congress (ANC) und Wohlverhalten gegenüber dem Apartheidstaat hätte Swasiland das südafrikanische Homeland KaNgwane, wo ebenfalls Swazi lebten, sowie einen Korridor zum Indischen Ozean erhalten. Das Homeland KwaZulu unter Mangosuthu Buthelezi widersprach jedoch dem drohenden Landverlust und gewann vor Gericht, so dass der Plan nicht realisiert werden konnte.

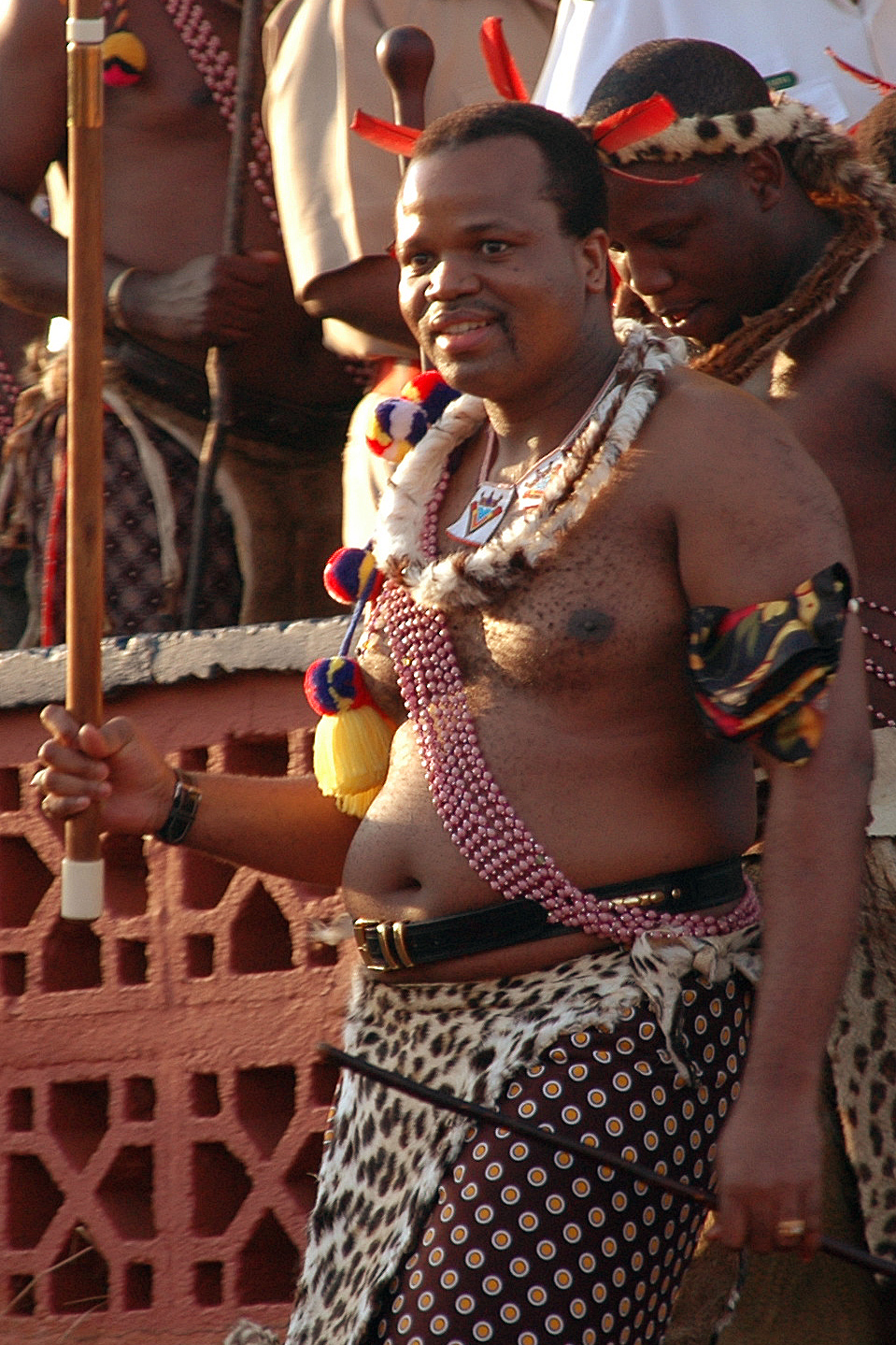
Mswati III. (2006) bei einer traditionellen Feier

1986 wurde Makhosetive Dlamini zum König Mswati III. gekrönt. Seine Mutter behielt als Ndlovukati (etwa: Elefantin) ein Amt, das etwa dem des stellvertretenden Staatsoberhaupts entspricht. Mswati III. schaffte den Liqoqo ab und festigte so seine Macht.
Die Abschaffung der Apartheid in Südafrika traf Swasiland hart. Zuvor hatten sich zahlreiche ausländische Unternehmen in Swasiland angesiedelt, um den Boykott Südafrikas zu umgehen. Die wachsende Armut und Arbeitslosigkeit führten zu Protesten. Die beginnende AIDS-Pandemie verschlimmerte die Situation. Mswati III. hob 1993 den Ausnahmezustand auf und ließ im Oktober 1993 Wahlen zu, allerdings ohne Beteiligung von Oppositionspolitikern. Dies ging vielen Bürgern nicht weit genug. In den Folgejahren kam es zu erheblichen Protesten und Streiks gegen die Regierung. Am 2. April 1996 wurde die königstreue kulturelle Bewegung Sive Siyinqaba (SS) gegründet. Sie entspricht etwa der Inkatha-Bewegung der Zulu und sollte eigentlich gegen die NNLC und PUDEMO agitieren. Sie wandte sich aber gegen die Regierung und wurde ebenfalls verfolgt. Die Opposition einschließlich der Gewerkschaftsdachverbände vereinigte sich 1996 in der – illegalen – Swaziland Democratic Alliance, die ihren Sitz im südafrikanischen Nelspruit hatte. Im selben Jahr kam es zu einem achttägigen Generalstreik. Schließlich beauftragte der König eine Kommission, eine neue Verfassung auszuarbeiten. Da der Vorschlag keine grundlegenden politischen Veränderungen enthielt, kam es in den folgenden Jahren erneut zu Massenprotesten und Streiks. 1998 ließen sich nur rund 200.000 Swazi für die anstehenden Parlamentswahlen registrieren. Im selben Jahr gab sich die NNLC, die weiterhin im Untergrund operierte, eine neue Satzung. 2001 wurde der Ausnahmezustand aufgehoben. Weil Parteien immer noch verboten waren, organisierte vor allem der einheimische Gewerkschaftsdachverband Swaziland Federation of Trade Unions (SFTU) die Proteste der unzufriedenen Bevölkerung. Dennoch wurde die neue Verfassung nach achtjährigen Verhandlungen am 14. Juni 2005 vom Parlament verabschiedet. 2006 trat die Verfassung in Kraft. Sie bestätigte den Absolutheitsanspruch des Königs als Führer von Exekutive, Legislative und Judikative. Politische Parteien dürfen auch weiterhin nicht bei Wahlen antreten. Jedoch gibt es einzelne Angehörige von Parteien, insbesondere von der SS, die in ihrer Tinkhundla gewählt wurden.
Der König war 2012 mit 13 Frauen verheiratet. Er wird von der Opposition und im Ausland für seinen verschwenderischen Lebensstil kritisiert, der mit der Armut im Lande kontrastiert.

### Eswatini (ab 2018)
Im April 2018 verkündete Mswati, dass der künftige englische Name des Landes eSwatini lauten solle. Die Bewohner sollten künftig als Emaswati (Singular Liswati) bezeichnet werden. Der Name des Königreichs lautet in den Quellen der UNO Eswatini und dieses ist auch die übliche Schreibweise in Europa.